# Żadejki
Żadejki (biał. Жадзе́йкі, ros. Жадейки) – wieś na Białorusi, w obwodzie grodzieńskim, w rejonie szczuczyńskim, w sielsowiecie Szczuczyn.

## Historia
W czasach zaborów w granicach Imperium Rosyjskiego, w guberni grodzieńskiej, w powiecie grodzieńskim.
W latach 1921–1939 wieś leżała w Polsce, w województwie białostockim, w powiecie grodzieńskim a od 1929 w województwie nowogródzkim, w powiecie szczuczyńskim, w gminie Kamionka.
Według Powszechnego Spisu Ludności z 1921 roku zamieszkiwały tu 153 osoby, 21 było wyznania rzymskokatolickiego, 124 prawosławnego i 8 mojżeszowego. Jednocześnie wszyscy mieszkańcy zadeklarowali polską przynależność narodową. Było tu 28 budynków mieszkalnych.
Miejscowość należała do parafii prawosławnej w Jatwiesku, rzymskokatolickiej w Kamionce i ewangelickiej w Grodnie. W 1933 podlegała pod Sąd Grodzki w Szczuczynie i Okręgowy w Wilnie; właściwy urząd pocztowy mieścił się w Kamionce.
W wyniku napaści ZSRR na Polskę we wrześniu 1939 miejscowość znalazła się pod okupacją sowiecką. 2 listopada została włączona do Białoruskiej SRR. 4 grudnia 1939 włączona do nowo utworzonego obwodu białostockiego. Od czerwca 1941 roku pod okupacją niemiecką. 22 lipca 1941 r. włączona w skład okręgu białostockiego III Rzeszy. W 1944 miejscowość została ponownie zajęta przez wojska sowieckie i włączona do obwodu grodzieńskiego Białoruskiej SRR.
Od 1991 w składzie niepodległej Białorusi.